# Radoszowice
Radoszowice est une localité polonaise du gmina de Niemodlin dans la voïvodie et le powiat d'Opole.

## Histoire
De 1743 à 1945, Raschwitz fait partie de l'arrondissement de Falkenberg-en-Haute-Silésie dans le district d'Oppeln au sein de la province de Silésie.